# تشارلز مكارثي
تشارلز مكارثي (بالإنجليزية: Charles McCarthy)‏ هو أمين مكتبة أمريكي، ولد في 29 يونيو 1873 في بروكتون في الولايات المتحدة، وتوفي في 26 مارس 1921 في بريسكوت في الولايات المتحدة.